# Васильев, Степан Петрович
Степан Петрович Васильев (1892 — 1 декабря 1935) — герой Гражданской войны. Награждён высшей наградой РСФСР — орденом Красного Знамени (1920 г.).

## Биография
Родился в 1892 г. в д. Усадьба Жиздринского уезда (ныне Думиничский район) в крестьянской семье. Окончил начальную 3-годичную школу. С 14 лет работал по найму каменщиком.
С началом Первой мировой войны мобилизован в армию. Летом 1918 г. служил в Москве интендантом караульного батальона. В ноябре того же года вступил в РКП(б).
Весной 1919 г. получил удостоверение военного комиссара и был командирован в распоряжение РВС Южного фронта. Служил в 4-м Советском Украинском Заднепровском полку. В одном из боев с деникинцами был тяжело ранен.
После излечения направляется на Восточный фронт, где его назначают военным комиссаром 229-го Новогородского полка 26-й Златоустовской стрелковой дивизии. С сентября по декабрь 1919 участвует в боях с отборными частями войск Колчака, проявляя мужество и героизм.
Приказом РВС Республики № 212 от 30 апреля 1920 г. утверждается присуждение на основании приказа РВС 5-й армии ордена Красного Знамени:
«… военному комиссару 229 стрелкового полка тов. Васильеву Степану Петровичу — за то, что 16 октября 1919 г. в районе деревень Давыдово и Патраково тов. Васильев, руководя обходной группой полка и воодушевляя своим мужеством и храбростью красноармейцев, налетом на деревню внес замешательство в ряды неприятеля и обратил его в паническое бегство, захватив при этом 300 пленных, 2 орудия, 5 пулеметов и много другого военного имущества…»
В реляции командования полка на представление С. П. Васильева к награждению орденом Красного Знамени от 1.11.1919 указывается:
«16 октября с.г. при наступлении на д. Давыдовку военком полка Васильев увидел, что из соседней деревни Патраково движется обоз противника, крикнул: „Товарищи конные, за мной!“ и быстро поскакал на означенный обоз и захватил 1 орудие, 33 повозки, 77 лошадей и 130 человек пленных».
После Гражданской войны С. П. Васильев служил в органах ОГПУ. В 1925—1927 начальник Семипалатинского губернского отдела ГПУ.
В последнее время работал в УНКВД Челябинской области.